# Volichov
Volichov (německy Wolichow) je část obce Krásná Hora asi 2 km severovýchodně od hradu Lipnice, 1,5 km západně od vesnice je rekreační oblast Ředkovec.

## Obyvatelstvo
V Berní rule z roku 1654 uvedeno, že vesnice má 4 osedlé grunty.
| rok  | obyvatelé | domy | poznámka                 |
| ---- | --------- | ---- | ------------------------ |
| 1836 | 114       | 13   | počet katolíků           |
| 1869 | 128       | 19   |                          |
| 1881 | 168       | 21   |                          |
| 1946 | 170       | 36   | včetně Vitonína          |
| 1969 |           | 29   | počet obyvatel není znám |
| 2001 | 12        | 38   |                          |

## Přírodní poměry
Nadmořská výška je 470 m n. m. Západně od obce protéká Ředkovský potok.

## Pamětihodnosti a zajímavosti
- kaplička na návsi
- pomník Jana Husa z roku 1919 (původně instalován na návsi)
- rodový kříž (1807)
- zelená turistická trasa

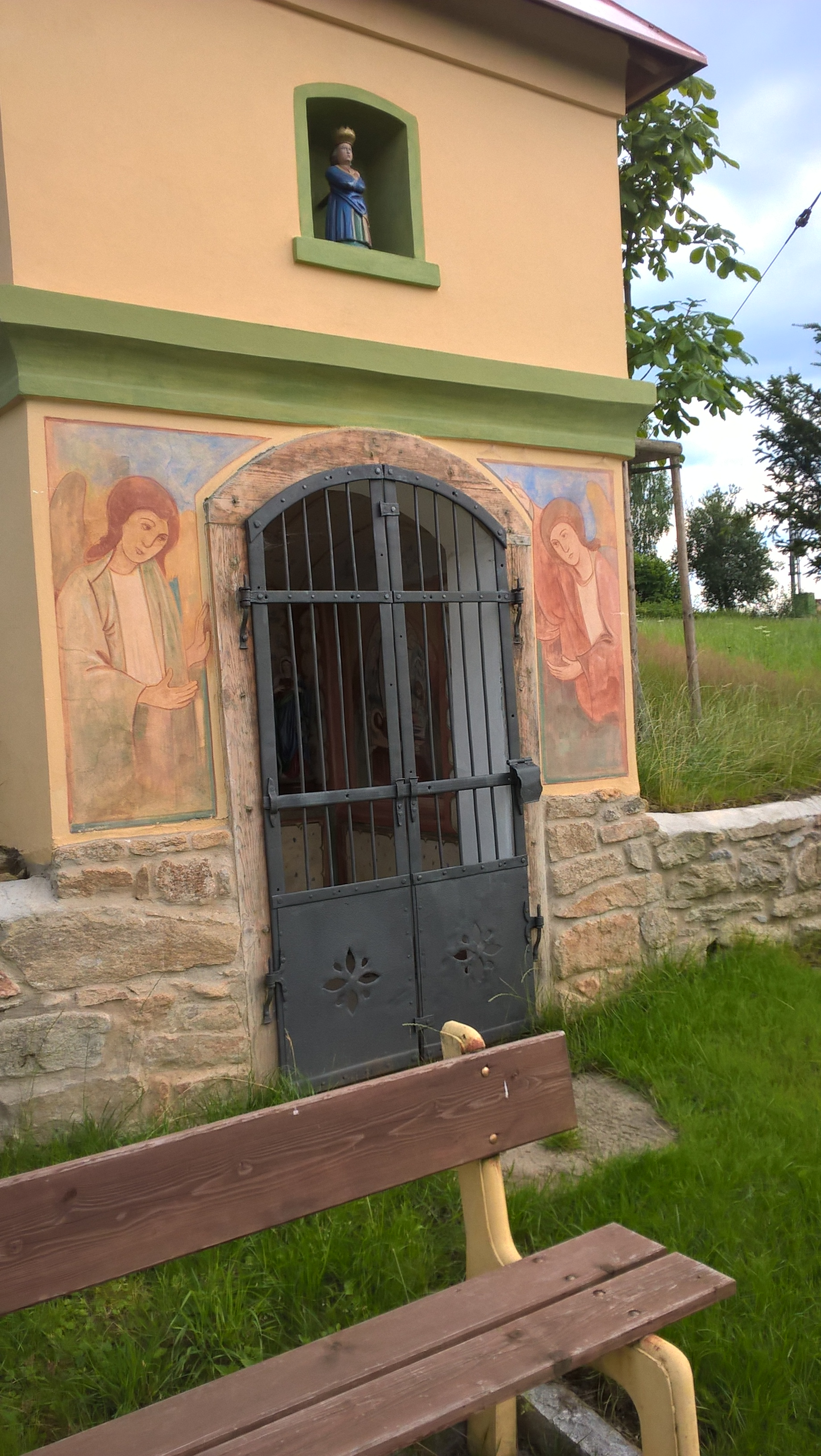
kaplička ve vsi
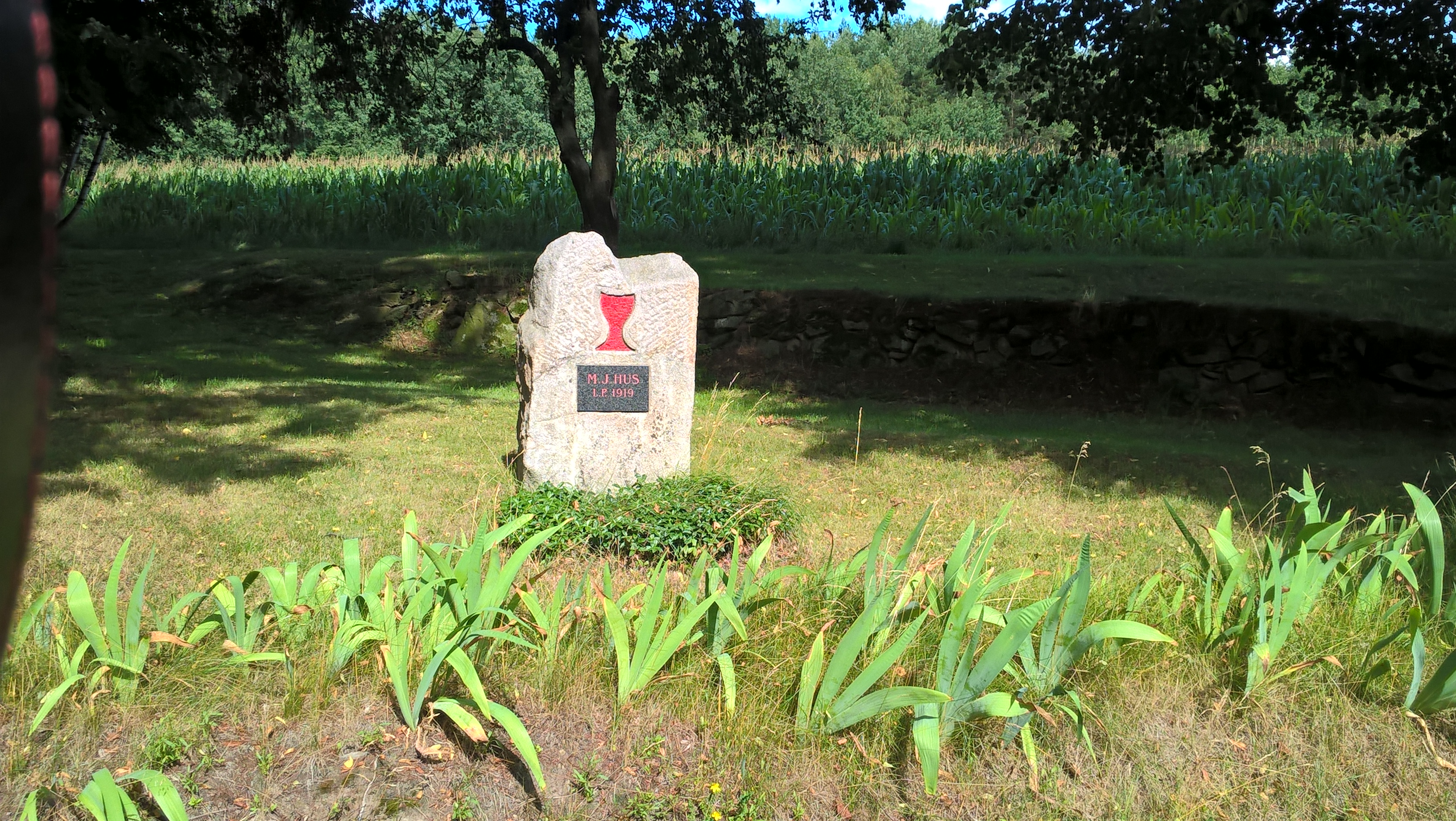
pomník Jana Husa
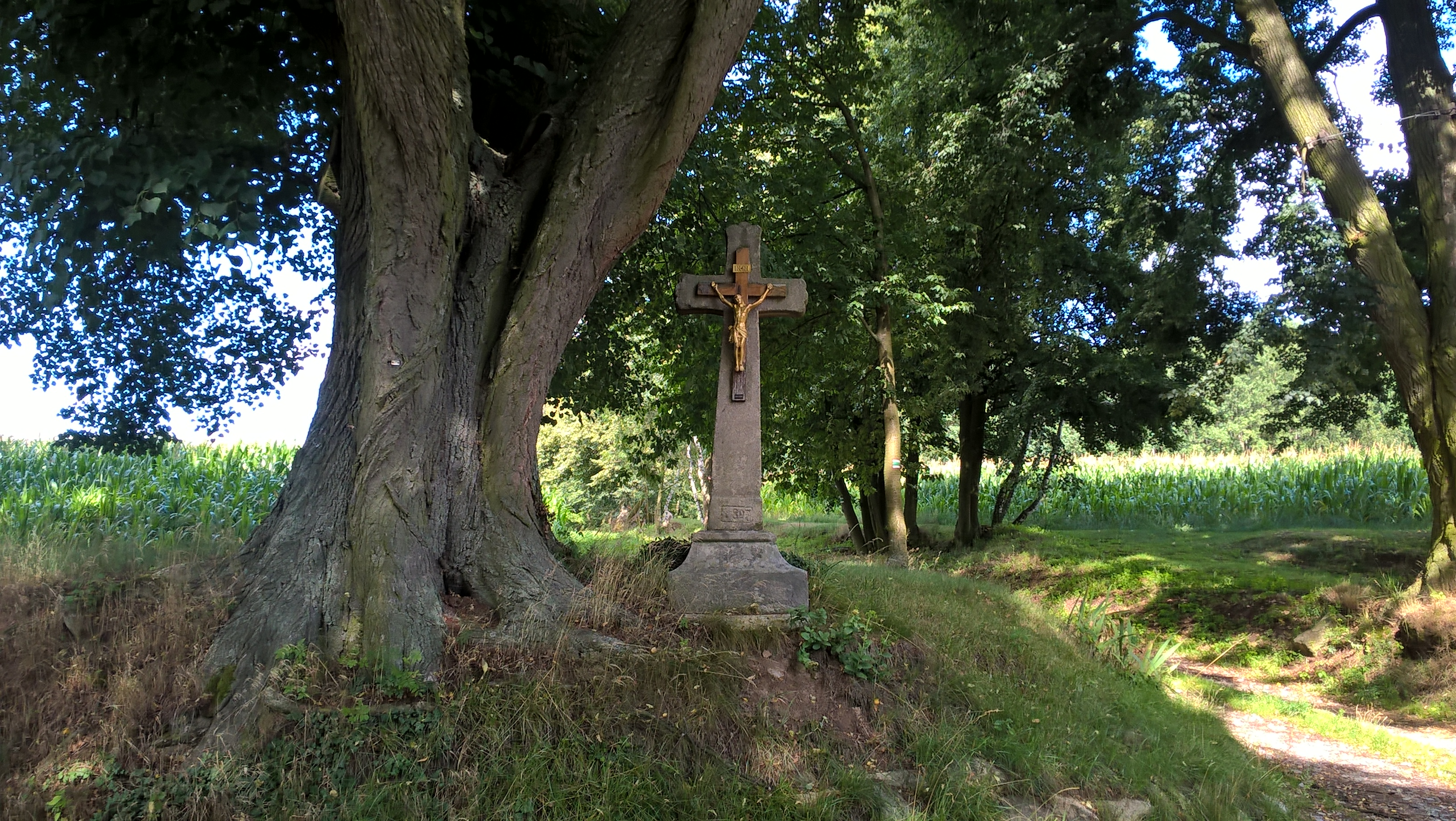
kříž